# Kotków (powiat piotrkowski)
Kotków – wieś w Polsce, położona w województwie łódzkim, w powiecie piotrkowskim, w gminie Gorzkowice.
W latach 1975–1998 wieś należała administracyjnie do województwa piotrkowskiego.
| SIMC    | Nazwa          | Rodzaj    |
| ------- | -------------- | --------- |
| 0539905 | Kolonia Kotków | część wsi |

## Zabytki
Według rejestru zabytków Narodowego Instytutu Dziedzictwa na listę zabytków wpisany jest obiekt:
- park dworski, XIX w., nr rej.: 379 z 10.11.1986